# Liste d'adaptations d'œuvres littéraires américaines

## Légendes
|  | au cinéma        |
|  | à la télévision  |
|  | Direct-to-video  |
|  | Théâtre          |
|  | Jeu vidéo        |
|  | Comédie musicale |
|  | Ballet           |
|  | Bande dessinée   |

|  | Roman            |
|  | Premier roman    |
|  | Nouvelle         |
|  | Pièce de théâtre |
|  | Conte            |
|  | Poème            |
|  | Bande dessinée   |

## Adaptations
|  | Titre de l'adaptation française Titre original                                    | Réalisation                                                       | Première sortie | Pays d'origine de l'adaptation                                                              | Source(s) |  |  | Titre de l'œuvre littéraire (ISBN / Wikisource)                     | Auteur                                  | Première publication |
|  | --------------------------------------------------------------------------------- | ----------------------------------------------------------------- | --------------- | ------------------------------------------------------------------------------------------- | --------- |  |  | ------------------------------------------------------------------- | --------------------------------------- | -------------------- |
|  | À tombeau ouvert Bringing Out the Dead                                            | Martin Scorsese                                                   | 1999            | Drapeau des États-Unis                                                                      |           |  |  | Bringing Out the Dead (ISBN 3548250726)                             | Joe Connelly (en)                       | 1998                 |
|  | Les Ailes de la colombe The Wings of the Dove                                     | Benoît Jacquot                                                    | 1981            | Drapeau de la France                                                                        |           |  |  | Les Ailes de la colombe (ISBN 2070370984)                           | Henry James                             | 1902                 |
|  | Les Ailes de la colombe The Wings of the Dove                                     | Iain Softley                                                      | 1997            | Drapeau du Royaume-Uni · Drapeau des États-Unis                                             |           |  |  | Les Ailes de la colombe (ISBN 2070370984)                           | Henry James                             | 1902                 |
|  | Anges et Démons Angels and Demons                                                 | Ron Howard                                                        | 2009            | Drapeau des États-Unis                                                                      |           |  |  | Anges et Démons (ISBN 2286014663)                                   | Dan Brown                               | 2000                 |
|  | Da Vinci Code                                                                     | Ron Howard                                                        | 2006            | Drapeau des États-Unis                                                                      |           |  |  | Da Vinci Code (ISBN 2709624931)                                     | Dan Brown                               | 2003                 |
|  | Inferno                                                                           | Ron Howard                                                        | 2016            | Drapeau des États-Unis                                                                      |           |  |  | Inferno (ISBN 978-2709643740)                                       | Dan Brown                               | 2013                 |
|  | Blade Runner                                                                      | Ridley Scott                                                      | 1982            | Drapeau des États-Unis                                                                      |           |  |  | Les androïdes rêvent-ils de moutons électriques ? (ISBN 2290314943) | Philip K. Dick                          | 1968                 |
|  | Natural City 내츄럴 시티                                                          | Min Byeong-cheon                                                  | 2003            | Drapeau de la Corée du Sud                                                                  |           |  |  | Les androïdes rêvent-ils de moutons électriques ? (ISBN 2290314943) | Philip K. Dick                          | 1968                 |
|  | La Chose d'un autre monde The Thing from Another World                            | Christian Nyby                                                    | 1951            | Drapeau des États-Unis                                                                      |           |  |  | La Chose (ISBN 0575091037)                                          | John W. Campbell                        | 1938                 |
|  | The Thing                                                                         | John Carpenter                                                    | 1982            | Drapeau des États-Unis                                                                      |           |  |  | La Chose (ISBN 0575091037)                                          | John W. Campbell                        | 1938                 |
|  | The Thing                                                                         | Matthijs van Heijningen Jr.                                       | 2011            | Drapeau des États-Unis · Drapeau du Canada                                                  |           |  |  | La Chose (ISBN 0575091037)                                          | John W. Campbell                        | 1938                 |
|  | Confessions d'un barjo                                                            | Jérôme Boivin                                                     | 1992            | Drapeau de la France                                                                        |           |  |  | Confessions d'un barjo (ISBN 2264041935)                            | Philip K. Dick                          | 1975                 |
|  | Délivrance Deliverance                                                            | John Boorman                                                      | 1972            | Drapeau des États-Unis                                                                      |           |  |  | Délivrance (ISBN 2290301175)                                        | James Dickey                            | 1970                 |
|  | Donovan's Brain                                                                   | Felix E. Feist                                                    | 1953            | Drapeau des États-Unis                                                                      |           |  |  | Le Cerveau du nabab (ISBN 2070435156)                               | Curt Siodmak                            | 1942                 |
|  | Studio One épisode 24, saison 7 : Le Cerveau de Donovan                           | Paul Nickell                                                      | 1955            | Drapeau des États-Unis                                                                      |           |  |  | Le Cerveau du nabab (ISBN 2070435156)                               | Curt Siodmak                            | 1942                 |
|  | 'La Vengeance du docteur Corrie                                                   | Freddie Francis                                                   | 1962            | Drapeau du Royaume-Uni                                                                      |           |  |  | Le Cerveau du nabab (ISBN 2070435156)                               | Curt Siodmak                            | 1942                 |
|  | La Femme et le Monstre The Lady and the Monster                                   | George Sherman                                                    | 1944            | Drapeau des États-Unis                                                                      |           |  |  | Le Cerveau du nabab (ISBN 2070435156)                               | Curt Siodmak                            | 1942                 |
|  | Dune                                                                              | David Lynch                                                       | 1984            | Drapeau des États-Unis                                                                      |           |  |  | Dune (ISBN 2266026658)                                              | Frank Herbert                           | 1965                 |
|  | Dune                                                                              | John Harrison                                                     | 2000            | Drapeau des États-Unis                                                                      |           |  |  | Dune (ISBN 2266026658)                                              | Frank Herbert                           | 1965                 |
|  | Dune                                                                              | Denis Villeneuve                                                  | 2021            | Drapeau du Canada · Drapeau des États-Unis · Drapeau du Royaume-Uni · Drapeau de la Hongrie |           |  |  | Dune (ISBN 2266026658)                                              | Frank Herbert                           | 1965                 |
|  | Fahrenheit 451                                                                    | François Truffaut                                                 | 1966            | Drapeau du Royaume-Uni · Drapeau de la France                                               | [ 2 ]     |  |  | Fahrenheit 451 (ISBN 2070415732)                                    | Ray Bradbury                            | 1953                 |
|  | Fahrenheit 451                                                                    | Ramin Bahrani                                                     | 2018            | Drapeau des États-Unis                                                                      |           |  |  | Fahrenheit 451 (ISBN 2070415732)                                    | Ray Bradbury                            | 1953                 |
|  | Impostor                                                                          | Gary Fleder                                                       | 2001            | Drapeau des États-Unis                                                                      | [ 3 ]     |  |  | L'Imposteur                                                         | Philip K. Dick                          | 1953                 |
|  | Le Livre de Jérémie The Heart Is Deceitful Above All Things                       | Asia Argento                                                      | 2004            | Drapeau des États-Unis                                                                      |           |  |  | Le Livre de Jérémie (ISBN 2207254283)                               | Laura Albert sous le pseudo J. T. LeRoy | 2001                 |
|  | J.T. LeRoy                                                                        | Justin Kelly                                                      | 2018            | Drapeau des États-Unis · Drapeau du Canada · Drapeau du Royaume-Uni                         |           |  |  | Girl Boy Girl: How I Became JT Leroy (ISBN 160980841X)              | Savannah Knoop (en)                     |                      |
|  | La Loi du Seigneur Friendly Persuasion                                            | William Wyler                                                     | 1956            | Drapeau des États-Unis                                                                      |           |  |  | The Friendly Persuasion (ISBN 978-0-15-133605-0)                    | Jessamyn West                           | 1945                 |
|  | Ma tante Auntie Mame                                                              | Morton DaCosta                                                    | 1958            | Drapeau des États-Unis                                                                      |           |  |  | Tante Mame (ISBN 9782081240674)                                     | Patrick Dennis                          | 1955                 |
|  | Minority Report                                                                   | Steven Spielberg                                                  | 2002            | Drapeau des États-Unis                                                                      |           |  |  | Rapport minoritaire (ISBN 2070426068)                               | Philip K. Dick                          | 1956                 |
|  | Next                                                                              | Lee Tamahori                                                      | 2007            | Drapeau des États-Unis                                                                      |           |  |  | L'Homme doré (ISBN 2277212911)                                      | Philip K. Dick                          | 1954                 |
|  | No Country for Old Men                                                            | Joel et Ethan Coen                                                | 2007            | Drapeau des États-Unis                                                                      |           |  |  | Non, ce pays n'est pas pour le vieil homme (ISBN 2879295106)        | Cormac McCarthy                         | 2005                 |
|  | Paycheck                                                                          | John Woo                                                          | 2003            | Drapeau des États-Unis                                                                      |           |  |  | La Clause du salaire (ISBN 2070313719)                              | Philip K. Dick                          | 1953                 |
|  | Planète hurlante Screamers                                                        | Christian Duguay                                                  | 1995            | Drapeau des États-Unis · Drapeau du Canada · Drapeau du Japon                               |           |  |  | Nouveau Modèle (ISBN 1857988809)                                    | Philip K. Dick                          | 1953                 |
|  | Total Recall                                                                      | Paul Verhoeven                                                    | 1990            | Drapeau des États-Unis                                                                      |           |  |  | Souvenirs à vendre (ISBN 9788993094442)                             | Philip K. Dick                          | 1966                 |
|  | Total Recall : Mémoires programmées Total Recall                                  | Len Wiseman                                                       | 2012            | Drapeau des États-Unis                                                                      |           |  |  | Souvenirs à vendre (ISBN 9788993094442)                             | Philip K. Dick                          | 1966                 |
|  | Conan le Barbare Conan the Barbarian                                              | John Milius                                                       | 1982            | Drapeau des États-Unis                                                                      |           |  |  | Conan le Cimmérien (ISBN 2352941725)                                | Robert E. Howard                        | 1969                 |
|  | Conan Conan the Barbarian                                                         | Marcus Nispel                                                     | 2011            | Drapeau des États-Unis                                                                      |           |  |  | Conan le Cimmérien (ISBN 2352941725)                                | Robert E. Howard                        | 1969                 |
|  | Eragon                                                                            | Stefen Fangmeier                                                  | 2006            | Drapeau des États-Unis                                                                      |           |  |  | Eragon (ISBN 2747033341)                                            | Christopher Paolini                     | 2003                 |
|  | Les Dents de la mer Jaws                                                          | Steven Spielberg                                                  | 1975            | Drapeau des États-Unis                                                                      |           |  |  | Les Dents de la mer (ISBN 2010003284)                               | Peter Benchley                          | 1974                 |
|  | L'Homme terminal The Terminal Man                                                 | Mike Hodges                                                       | 1975            | Drapeau des États-Unis                                                                      |           |  |  | L'Homme terminal (ISBN 2266009826)                                  | Michael Crichton                        | 1972                 |
|  | Le Fan The Fan                                                                    | Tony Scott                                                        | 1996            | Drapeau des États-Unis                                                                      |           |  |  | The Fan (en) (ISBN 0345445791)                                      | Peter Abrahams                          | 1995                 |
|  | Quelque part dans le temps Somewhere in Time                                      | Jeannot Szwarc                                                    | 1980            | Drapeau des États-Unis                                                                      |           |  |  | Le Jeune Homme, la Mort et le Temps (ISBN 2207500462)               | Richard Matheson                        | 1975                 |
|  | Le Parrain The Godfather                                                          | Francis Ford Coppola                                              | 1972            | Drapeau des États-Unis                                                                      |           |  |  | Le Parrain (ISBN 2221097793)                                        | Mario Puzo                              | 1969                 |
|  | Carrie au bal du diable Carrie                                                    | Brian De Palma                                                    | 1976            | Drapeau des États-Unis                                                                      |           |  |  | Carrie (ISBN 2290302511)                                            | Stephen King                            | 1974                 |
|  | Carrie                                                                            | Lawrence D. Cohen (en)                                            | 1988            | Drapeau des États-Unis                                                                      |           |  |  | Carrie (ISBN 2290302511)                                            | Stephen King                            | 1974                 |
|  | Scarrie! The Musical (en)                                                         | David Cerda (en)                                                  | 2005            | Drapeau des États-Unis                                                                      |           |  |  | Carrie (ISBN 2290302511)                                            | Stephen King                            | 1974                 |
|  | Carrie                                                                            | David Carson                                                      | 2002            | Drapeau des États-Unis                                                                      |           |  |  | Carrie (ISBN 2290302511)                                            | Stephen King                            | 1974                 |
|  | Carrie : La Vengeance Carrie                                                      | Kimberly Peirce                                                   | 2013            | Drapeau des États-Unis                                                                      |           |  |  | Carrie (ISBN 2290302511)                                            | Stephen King                            | 1974                 |
|  | Carrie 2 : La Haine                                                               | Katt Shea                                                         | 1999            | Drapeau des États-Unis                                                                      |           |  |  | Carrie (ISBN 2290302511)                                            | Stephen King                            | 1974                 |
|  | Misery                                                                            | Rob Reiner                                                        | 1990            | Drapeau des États-Unis                                                                      |           |  |  | Misery (ISBN 9782226036735)                                         | Stephen King                            | 1987                 |
|  | Un élève doué Apt Pupil                                                           | Bryan Singer                                                      | 1998            | Drapeau des États-Unis · Drapeau de la France                                               |           |  |  | Un élève doué (ISBN 2226100407)                                     | Stephen King                            | 1982                 |
|  | Les Vampires de Salem Salem's Lot                                                 | Tobe Hooper                                                       | 1979            | Drapeau des États-Unis                                                                      |           |  |  | Salem (ISBN 2266142364)                                             | Stephen King                            | 1975                 |
|  | Salem Salem's Lot                                                                 | Mikael Salomon                                                    | 2004            | Drapeau des États-Unis                                                                      |           |  |  | Salem (ISBN 2266142364)                                             | Stephen King                            | 1975                 |
|  | Shining The Shining                                                               | Stanley Kubrick                                                   | 1980            | Drapeau des États-Unis · Drapeau du Royaume-Uni                                             |           |  |  | Shining, l'enfant lumière (ISBN 2253151629)                         | Stephen King                            | 1977                 |
|  | Shining The Shining                                                               | Mick Garris                                                       | 1997            | Drapeau des États-Unis                                                                      |           |  |  | Shining, l'enfant lumière (ISBN 2253151629)                         | Stephen King                            | 1977                 |
|  | Greystoke, la légende de Tarzan Greystoke: The Legend of Tarzan, Lord of the Apes | Hugh Hudson                                                       | 1984            | Drapeau du Royaume-Uni                                                                      |           |  |  | Tarzan seigneur de la jungle (ISBN 0613176510)                      | Edgar Rice Burroughs                    | 1912                 |
|  | Tarzan chez les singes Tarzan of the Apes                                         | Scott Sidney                                                      | 1918            | Drapeau des États-Unis                                                                      |           |  |  | Tarzan seigneur de la jungle (ISBN 0613176510)                      | Edgar Rice Burroughs                    | 1912                 |
|  | Tarzan, l'homme singe Tarzan, the Ape Man                                         | John Derek                                                        | 1981            | Drapeau des États-Unis                                                                      |           |  |  | Tarzan seigneur de la jungle (ISBN 0613176510)                      | Edgar Rice Burroughs                    | 1912                 |
|  | Tarzan, l'homme singe Tarzan the Ape Man                                          | W. S. Van Dyke                                                    | 1932            | Drapeau des États-Unis                                                                      |           |  |  | Tarzan seigneur de la jungle (ISBN 0613176510)                      | Edgar Rice Burroughs                    | 1912                 |
|  | The Romance of Tarzan                                                             | Wilfred Lucas                                                     | 1918            | Drapeau des États-Unis                                                                      |           |  |  | Tarzan seigneur de la jungle (ISBN 0613176510)                      | Edgar Rice Burroughs                    | 1912                 |
|  | Tarzan of the Apes (en)                                                           | Mark Young (scénariste)                                           | 1998            | Drapeau des États-Unis                                                                      |           |  |  | Tarzan seigneur de la jungle (ISBN 0613176510)                      | Edgar Rice Burroughs                    | 1912                 |
|  | Tarzan                                                                            | Reinhard Klooss (de)                                              | 2013            | Drapeau de l'Allemagne · Drapeau des États-Unis                                             |           |  |  | Tarzan seigneur de la jungle (ISBN 0613176510)                      | Edgar Rice Burroughs                    | 1912                 |
|  | Jim le harponneur The Sea Beast                                                   | Millard Webb                                                      | 1926            | Drapeau des États-Unis                                                                      |           |  |  | Moby-Dick (ISBN 0099511185)                                         | Herman Melville                         | 1851                 |
|  | Moby Dick                                                                         | Lloyd Bacon                                                       | 1930            | Drapeau des États-Unis                                                                      |           |  |  | Moby-Dick (ISBN 0099511185)                                         | Herman Melville                         | 1851                 |
|  | Moby Dick                                                                         | John Huston                                                       | 1956            | Drapeau des États-Unis · Drapeau du Royaume-Uni                                             |           |  |  | Moby-Dick (ISBN 0099511185)                                         | Herman Melville                         | 1851                 |
|  | Moby Dick (en) Moby Dick                                                          | Paul Stanley                                                      | 1978            | Drapeau des États-Unis                                                                      |           |  |  | Moby-Dick (ISBN 0099511185)                                         | Herman Melville                         | 1851                 |
|  | 2010: Moby Dick adaptation par The Asylum                                         | Trey Stokes (en)                                                  | 2010            | Drapeau des États-Unis                                                                      |           |  |  | Moby-Dick (ISBN 0099511185)                                         | Herman Melville                         | 1851                 |
|  | Moby Dick                                                                         | Franc Roddam                                                      | 1998            | Drapeau des États-Unis · Drapeau de l'Australie                                             |           |  |  | Moby-Dick (ISBN 0099511185)                                         | Herman Melville                         | 1851                 |
|  | Capitaine Achab (long métrage)                                                    | Philippe Ramos                                                    | 2007            | Drapeau de la France · Drapeau de la Suède                                                  |           |  |  | Moby-Dick (ISBN 0099511185)                                         | Herman Melville                         | 1851                 |
|  | Capitaine Achab (moyen métrage)                                                   | Philippe Ramos                                                    | 2003            | Drapeau de la France                                                                        |           |  |  | Moby-Dick (ISBN 0099511185)                                         | Herman Melville                         | 1851                 |
|  | Le Collectionneur                                                                 | Gary Fleder                                                       | 1997            | Drapeau des États-Unis                                                                      |           |  |  | Et tombent les filles (en) (ISBN 226606794X)                        | James Patterson                         | 1995                 |
|  | Chaos Walking                                                                     | Doug Liman                                                        | 2021            | Drapeau des États-Unis                                                                      |           |  |  | Le Chaos en marche : La Voix du couteau (ISBN 2070618285)           | Patrick Ness                            | 2009                 |
|  | Ça                                                                                | Andrés Muschietti                                                 | 2017            | Drapeau des États-Unis                                                                      |           |  |  | Ça (ISBN 9782226034533)                                             | Stephen King                            | 1986                 |
|  | « Il » est revenu                                                                 | Tommy Lee Wallace                                                 | 1990            | Drapeau des États-Unis                                                                      |           |  |  | Ça (ISBN 9782226034533)                                             | Stephen King                            | 1986                 |
|  | Ça : Chapitre 2                                                                   | Andrés Muschietti                                                 | 2019            | Drapeau des États-Unis                                                                      |           |  |  | Ça (ISBN 9782226034533)                                             | Stephen King                            | 1986                 |
|  | Des souris et des hommes                                                          | Lewis Milestone                                                   | 1939            | Drapeau des États-Unis                                                                      |           |  |  | Des souris et des hommes (ISBN 9781521127667)                       | John Steinbeck                          | 1937                 |
|  | Des souris et des hommes                                                          | Gary Sinise                                                       | 1992            | Drapeau des États-Unis                                                                      | [ 4 ]     |  |  | Des souris et des hommes (ISBN 9781521127667)                       | John Steinbeck                          | 1937                 |
|  | Des souris et des hommes                                                          | Paul Blouin                                                       | 1971            | Drapeau du Canada                                                                           | [ 4 ]     |  |  | Des souris et des hommes (ISBN 9781521127667)                       | John Steinbeck                          | 1937                 |
|  | Des souris et des hommes                                                          | Reza Badiyi                                                       | 1981            | Drapeau des États-Unis                                                                      | [ 5 ]     |  |  | Des souris et des hommes (ISBN 9781521127667)                       | John Steinbeck                          | 1937                 |
|  | Des souris et des hommes                                                          | Muriel Sanchez-Harrar                                             | 1995            | Drapeau de la France                                                                        |           |  |  | Des souris et des hommes (ISBN 9781521127667)                       | John Steinbeck                          | 1937                 |
|  | Des souris et des hommes                                                          | Jean-Philippe Evariste Philippe Ivancic                           | 2010            | Drapeau de la France                                                                        | ,         |  |  | Des souris et des hommes (ISBN 9781521127667)                       | John Steinbeck                          | 1937                 |
|  | Des souris et des hommes                                                          | Dominique Chivot                                                  | 2010            | Drapeau de la France                                                                        | ,         |  |  | Des souris et des hommes (ISBN 9781521127667)                       | John Steinbeck                          | 1937                 |
|  | Des souris et des hommes                                                          | André-Paul Duchâteau (scénariste) Christian Denayer (dessinateur) | 1982            | Drapeau de la Belgique                                                                      |           |  |  | Des souris et des hommes (ISBN 9781521127667)                       | John Steinbeck                          | 1937                 |
|  | Des souris et des hommes                                                          | Pierre-Alain Bertola                                              | 2009            | Drapeau de la Suisse                                                                        | [ 10 ]    |  |  | Des souris et des hommes (ISBN 9781521127667)                       | John Steinbeck                          | 1937                 |
|  | La Cinquième Vague                                                                | J Blakeson                                                        | 2016            | Drapeau des États-Unis                                                                      | [ 11 ]    |  |  | La 5e Vague (ISBN 978-0-399-16241-1)                                | Rick Yancey                             | 2013                 |
|  | Bartleby                                                                          | Jean-Pierre Bastid                                                | 1970            | Drapeau de la France                                                                        | [ 12 ]    |  |  | Bartleby (ISBN 9782070401406)                                       | Herman Melville                         | 1853                 |
|  | Bartleby                                                                          | Anthony Friedman                                                  | 1970            | Drapeau de la France · Drapeau de la Belgique                                               | [ 13 ]    |  |  | Bartleby (ISBN 9782070401406)                                       | Herman Melville                         | 1853                 |
|  | Bartleby                                                                          | Maurice Ronet                                                     | 1976            | Drapeau de la France · Drapeau du Royaume-Uni                                               | [ 14 ]    |  |  | Bartleby (ISBN 9782070401406)                                       | Herman Melville                         | 1853                 |
|  | Bartleby ou les Hommes au rebut                                                   | Véronique Taquin                                                  | 1993            | Drapeau de la France                                                                        | [ 15 ]    |  |  | Bartleby (ISBN 9782070401406)                                       | Herman Melville                         | 1853                 |
|  | Bartleby (en)                                                                     | Jonathan Parker (WD)                                              | 2001            | Drapeau des États-Unis                                                                      | [ 16 ]    |  |  | Bartleby (ISBN 9782070401406)                                       | Herman Melville                         | 1853                 |
|  | Bartleby au théâtre Essaïon                                                       | René Dupuy                                                        | 1989            | Drapeau de la France                                                                        | [ 17 ]    |  |  | Bartleby (ISBN 9782070401406)                                       | Herman Melville                         | 1853                 |
|  | Bartleby au Théâtre de la Tempête (2004) puis Théâtre de la Commune (2005)        | David Géry (WD)                                                   | 2004            | Drapeau de la France                                                                        |           |  |  | Bartleby (ISBN 9782070401406)                                       | Herman Melville                         | 1853                 |
|  | Bartleby, le scribe au Théâtre du Chaudron                                        | Stéphanie Chévara                                                 | 2006            | Drapeau de la France                                                                        | [ 18 ]    |  |  | Bartleby (ISBN 9782070401406)                                       | Herman Melville                         | 1853                 |
|  | Bartleby à La Pépinière-Théâtre                                                   | François Duval                                                    | 2009            | Drapeau de la France                                                                        | [ 19 ]    |  |  | Bartleby (ISBN 9782070401406)                                       | Herman Melville                         | 1853                 |
|  | Jurassic Park                                                                     | Steven Spielberg                                                  | 1993            | Drapeau des États-Unis                                                                      |           |  |  | Le Parc jurassique (ISBN 2221070224)                                | Michael Crichton                        | 1990                 |
|  | Prisonniers du temps Timeline                                                     | Richard Donner                                                    | 2003            | Drapeau des États-Unis                                                                      |           |  |  | Prisonniers du temps (ISBN 2-221-09205-8)                           | Michael Crichton                        | 1999                 |
|  | Sphère Sphere                                                                     | Barry Levinson                                                    | 1998            | Drapeau des États-Unis                                                                      |           |  |  | Sphère (ISBN 2221054539)                                            | Michael Crichton                        | 1987                 |
|  | Soleil levant Rising Sun                                                          | Philip Kaufman                                                    | 1993            | Drapeau des États-Unis                                                                      |           |  |  | Soleil levant (ISBN 2221074351)                                     | Michael Crichton                        | 1992                 |
|  | Harcèlement Disclosure                                                            | Barry Levinson                                                    | 1994            | Drapeau des États-Unis                                                                      |           |  |  | Harcèlement (ISBN 2266068490)                                       | Michael Crichton                        | 1994                 |
|  | Le Mystère Andromède The Andromeda Strain                                         | Robert Wise                                                       | 1971            | Drapeau des États-Unis                                                                      |           |  |  | La Variété Andromède (ISBN 2266115642)                              | Michael Crichton                        | 1969                 |
|  | La Menace Andromède The Andromeda Strain                                          | Mikael Salomon                                                    | 2008            | Drapeau des États-Unis                                                                      |           |  |  | La Variété Andromède (ISBN 2266115642)                              | Michael Crichton                        | 1969                 |
|  | Le 13e Guerrier The 13th Warrior                                                  | John McTiernan                                                    | 1999            | Drapeau des États-Unis                                                                      |           |  |  | Le Royaume de Rothgar (ISBN 2863741004)                             | Michael Crichton                        | 1976                 |
|  | Congo                                                                             | Frank Marshall                                                    | 1995            | Drapeau des États-Unis                                                                      |           |  |  | Congo (ISBN 2266068385)                                             | Michael Crichton                        | 1980                 |
|  | La Grande Attaque du train d'or The First Great Train Robbery                     | Michael Crichton                                                  | 1979            | Drapeau du Royaume-Uni                                                                      |           |  |  | Un train d'or pour la Crimée (ISBN 2-266-07007-X)                   | Michael Crichton                        | 1975                 |
|  | A Scanner Darkly                                                                  | Richard Linklater                                                 | 2006            | Drapeau des États-Unis                                                                      |           |  |  | Substance Mort (ISBN 2070415775)                                    | Philip K. Dick                          | 1977                 |
|  | Méchant Garçon                                                                    | Charles Gassot                                                    | 1992            | Drapeau de la France                                                                        |           |  |  | Méchant Garçon (ISBN 2070458105)                                    | Jack Vance                              | 1973                 |
|  | Bad Ronald (en)                                                                   | Buzz Kulik                                                        | 1974            | Drapeau des États-Unis                                                                      |           |  |  | Méchant Garçon (ISBN 2070458105)                                    | Jack Vance                              | 1973                 |
|  | Les Quatre Filles du docteur March                                                | George Cukor                                                      | 1933            | Drapeau des États-Unis                                                                      |           |  |  | Les Quatre Filles du docteur March (ISBN 2203135905)                | Louisa May Alcott                       | 1868                 |
|  | Les Quatre Filles du docteur March                                                | David Lowell Rich                                                 | 1978            | Drapeau des États-Unis                                                                      |           |  |  | Les Quatre Filles du docteur March (ISBN 2203135905)                | Louisa May Alcott                       | 1868                 |
|  | Little Women (en)                                                                 | Jason Howland (en)                                                | 2005            | Drapeau des États-Unis                                                                      |           |  |  | Les Quatre Filles du docteur March (ISBN 2203135905)                | Louisa May Alcott                       | 1868                 |
|  | Les Quatre Filles du docteur March                                                | Clare Niederpruem (de)                                            | 2018            | Drapeau des États-Unis                                                                      |           |  |  | Les Quatre Filles du docteur March (ISBN 2203135905)                | Louisa May Alcott                       | 1868                 |
|  | Les Filles du docteur March                                                       | Greta Gerwig                                                      | 2019            | Drapeau des États-Unis                                                                      |           |  |  | Les Quatre Filles du docteur March (ISBN 2203135905)                | Louisa May Alcott                       | 1868                 |
|  | Les Quatre Filles du docteur March                                                | Gillian Armstrong                                                 | 1994            | Drapeau des États-Unis                                                                      |           |  |  | Les Quatre Filles du docteur March (ISBN 2203135905)                | Louisa May Alcott                       | 1868                 |
|  | Little Women (en)                                                                 | Alexander Butler                                                  | 1917            | Drapeau du Royaume-Uni                                                                      |           |  |  | Les Quatre Filles du docteur March (ISBN 2203135905)                | Louisa May Alcott                       | 1868                 |
|  | Little Women (en)                                                                 | Harley Knoles                                                     | 1918            | Drapeau des États-Unis                                                                      |           |  |  | Les Quatre Filles du docteur March (ISBN 2203135905)                | Louisa May Alcott                       | 1868                 |
|  | Les Quatre Filles du docteur March                                                | Mervyn LeRoy                                                      | 1949            | Drapeau des États-Unis                                                                      |           |  |  | Les Quatre Filles du docteur March (ISBN 2203135905)                | Louisa May Alcott                       | 1868                 |
|  | Little Women (en)                                                                 | Pamela Brown (en)                                                 | 1950            | Drapeau du Royaume-Uni                                                                      |           |  |  | Les Quatre Filles du docteur March (ISBN 2203135905)                | Louisa May Alcott                       | 1868                 |
|  | Little Women (en)                                                                 | Alan Bromly (WD)                                                  | 1958            | Drapeau du Royaume-Uni                                                                      |           |  |  | Les Quatre Filles du docteur March (ISBN 2203135905)                | Louisa May Alcott                       | 1868                 |
|  | Les Quatre Filles du docteur March Wakakusa monogatari yori wakakusa no yonshimai | Kazuya Miyazaki                                                   | 1981            | Drapeau du Japon                                                                            |           |  |  | Les Quatre Filles du docteur March (ISBN 2203135905)                | Louisa May Alcott                       | 1868                 |
|  | Les Quatre Filles du docteur March Ai no Wakakusa Monogatari                      | Yoshio Kuroda (ja)                                                | 1987            | Drapeau du Japon                                                                            |           |  |  | Les Quatre Filles du docteur March (ISBN 2203135905)                | Louisa May Alcott                       | 1868                 |
|  | Autant en emporte le vent                                                         | Victor Fleming                                                    | 1939            | Drapeau des États-Unis                                                                      |           |  |  | Autant en emporte le vent (ISBN 9782070367405)                      | Margaret Mitchell                       | 1936                 |
|  | Disparu à jamais                                                                  | David Elkaïm Vincent Poymiro                                      | 2021            | Drapeau de la France                                                                        | [ 20 ]    |  |  | Disparu à jamais (ISBN 2-7144-3934-9)                               | Harlan Coben                            | 2002                 |
|  | Seul sur Mars                                                                     | Ridley Scott                                                      | 2015            | Drapeau des États-Unis · Drapeau du Royaume-Uni                                             | [ 21 ]    |  |  | Seul sur Mars (ISBN 978-2-35294-794-3)                              | Andy Weir                               | 2014                 |
|  | Abattoir 5 Slaughterhouse-Five                                                    | George Roy Hill                                                   | 1972            | Drapeau des États-Unis                                                                      | [ 22 ]    |  |  | Abattoir 5 ou la Croisade des enfants (ISBN 0-385-31208-3)          | Kurt Vonnegut, Jr.                      | 1969                 |
|  | The Gray Man                                                                      | Anthony et Joe Russo                                              | 2022            | Drapeau des États-Unis                                                                      | [ 23 ]    |  |  | The Gray Man (en) (ISBN 978-0-425-27638-9)                          | Mark Greaney (en)                       | 2009                 |
|  | Black Flies                                                                       | Jean-Stéphane Sauvaire                                            | 2023            | Drapeau des États-Unis                                                                      |           |  |  | 911 (ISBN 2-355-84253-1)                                            | Shannon Burke                           | 2008                 |